# Lac Bussy (rivière Témiscamie Est)
Pour les articles homonymes, voir Bussy et Lac Bussy.
Le lac Bussy est plan d'eau douce traversé par la rivière Témiscamie Est, coulant dans Eeyou Istchee Baie-James (municipalité), dans la région administrative du Nord-du-Québec, dans la province de Québec, au Canada.
La vallée de la rivière Témiscamie est desservie par la route 167 (sens nord-sud) venant de Chibougamau passant à l'est du lac Témiscamie et empruntant la partie supérieure de la vallée de la rivière Takwa pour remonter vers le nord.
La surface du lac Bussy est habituellement gelée de la fin octobre au début mai, toutefois la circulation sécuritaire sur la glace se fait généralement de la mi-novembre à la fin d'avril.

## Géographie
Les principaux bassins versants voisins du lac Bussy sont :
- côté nord : lac Auxillon, lac Coudé, rivière Témiscamie, lac Indicateur ;
- côté est : lac Saint-Briac, lac Natipi, lac Benoît, rivière Péribonka ;
- côté sud : rivière Témiscamie, Petit lac Témiscamie, lac Témiscamie, rivière Mistassibi Nord-Est, lac Palairet, lac de Bransac, rivière de la Grande Loutre ;
- côté ouest : lac Albanel, lac Mistassini, rivière Témiscamie, rivière Camie.

Le lac Bussy comporte une superficie de km2, une longueur de 10,0 km, une largeur maximale de 2,6 km et une altitude de 506 m.
Traversé sur 8,3 km vers le Sud, puis du sud-Ouest, par la rivière Témiscamie Est, ce lac qui est situé entièrement en zone forestière. Il comporte une partie principale située au sud-ouest et de forme triangulaire ; et la partie au nord-est en forme de Y qui reçoit la décharge (venant du nord-est) de divers plan d'eau et la décharge de la rivière Témiscamie Est (venant du nord).
L'embouchure du lac Bussy est localisée au fond d'une baie de la rive sud-ouest, soit à :
- 38,9 km au nord-est d'une baie au nord du lac Témiscamie ;
- 63,4 km au nord-est de la baie du nord-est du lac Albanel ;
- 103,2 km au nord-est de l'embouchure de la rivière Témiscamie (confluence avec le lac Albanel) ;
- 137,6 km au nord-est de l'embouchure du lac Mistassini (tête de la rivière Rupert) ;
- 186,3 km au nord-est du centre du village de Mistissini (municipalité de village cri)[1].

À partir de son embouchure située au sud-ouest du lac, le courant coule sur km en empruntant le cours de la rivière Témiscamie, jusqu'à la rive sud-est du lac Albanel. Puis le courant coule vers le nord-ouest en traversant le lac Albanel et la passe entre la péninsule Du Dauphin (côté Nord-Est) et la péninsule du Fort-Dorval (côté Sud-Ouest), jusqu'à la rive est du lac Mistassini. De là, le courant traverse vers l'ouest le lac Mistassini sur 47,6 km, jusqu'à son embouchure. Finalement, le courant emprunte le cours de la rivière Rupert, jusqu'à la baie de Rupert.

## Toponymie
Le terme « Bussy » constitue un patronyme de famille d'origine française. Ce toponyme évoque le souvenir de Charles Huault de Montmagny, marquis de Vaires, de Bussy‑Saint-Martin et chevalier de Malte (1601-1657). Il est premier gouverneur de la Nouvelle-France (1636-1648). La Commission de géographie du Québec, devenue la Commission de toponymie du Québec, a approuvé ce toponyme en 1945.
Le toponyme "lac Bussy" a été officialisé le 5 décembre 1968 par la Commission de toponymie du Québec, soit lors de la création de cet organisme.